# Karuppu Sami
Karuppu Sami (tamil. கருப்புசாமி, dosł. „Czarny Pan”); także Karuppan (oraz wiele innych nazw) – w tamilskim ludowym hinduizmie jedno z wiejskich bóstw opiekuńczych (gramadewata), towarzyszących Ajjanarowi.